# Torsten Sjöholm
Sven Torsten Ragnar Sjöholm, född 1 maj 1931 i Engelbrekts församling i Stockholm, död 5 februari 2003 i Matteus församling i Norrköping, var en svensk skådespelare och teaterregissör. Han tillhörde Norrköping-Linköping stadsteaters fasta ensemble 1960–1984.
Torsten Sjöholm är gravsatt i minneslunden på Norra begravningsplatsen utanför Stockholm.

## Filmografi (urval)
- 1958 – Flottans överman
- 1977 – Clark
- 1996 – Jerusalem

## Teater

### Roller
| År   | Roll                                     | Produktion                                                               | Regi                 | Teater                           |
| ---- | ---------------------------------------- | ------------------------------------------------------------------------ | -------------------- | -------------------------------- |
| 1958 |                                          | Järnvattnet i Madrid Lope de Vega                                        | Sandro Malmquist     | Riksteatern                      |
| 1959 | Häradshövding Westerqvist                | Rika morbror August Blanche                                              | Lars Hofgård         | Munkbroteatern                   |
| 1960 | Rio Rita                                 | Gisslan Brendan Behan                                                    | Lars Barringer       | Norrköping-Linköping stadsteater |
| 1960 | Jacques Lauriston                        | Napoleons tvätterska Victorien Sardou och Émile Moreau                   | John Zacharias       | Norrköping-Linköping stadsteater |
| 1960 | Suma                                     | Det brinnande spjutet Tore Zetterholm                                    | Lars Barringer       | Norrköping-Linköping stadsteater |
| 1960 |                                          | Folk och rövare i Kamomilla stad Thorbjørn Egner och Bjarne Amdahl       | Bertil Norström      | Norrköping-Linköping stadsteater |
| 1961 | Kusken Karl-Otto                         | Dunungen Selma Lagerlöf                                                  | Sture Ericson        | Norrköping-Linköping stadsteater |
| 1961 | Pimentelli                               | Christina August Strindberg                                              | John Zacharias       | Norrköping-Linköping stadsteater |
| 1961 | Läkaren                                  | Nattkyparen Vilhelm Moberg                                               | John Zacharias       | Norrköping-Linköping stadsteater |
| 1961 | Sjukvårdare 1                            | Picknick på slagfältet Fernando Arrabal                                  | Sture Ericson        | Norrköping-Linköping stadsteater |
| 1961 |                                          | Folk och rövare i Kamomilla stad Thorbjørn Egner och Bjarne Amdahl       | Bertil Norström      | Norrköping-Linköping stadsteater |
| 1961 | General Loewen                           | Markurells i Wadköping Hjalmar Bergman                                   | Rune Carlsten        | Norrköping-Linköping stadsteater |
| 1962 | Peter Kenny                              | Hederligt folk Paul Vincent Carroll                                      | Bertil Norström      | Norrköping-Linköping stadsteater |
| 1962 | Förste kommissarien                      | Fruar på vift Georges Feydeau                                            | Lars Barringer       | Norrköping-Linköping stadsteater |
| 1962 | Patern                                   | Andorra Max Frisch                                                       | Lars Barringer       | Norrköping-Linköping stadsteater |
| 1962 |                                          | Kungens paket Staffan Tjerneld och Alf Henrikson                         | Öllegård Wellton     | Norrköping-Linköping stadsteater |
| 1963 | Gyldenstern                              | Hamlet William Shakespeare                                               | Lars Barringer       | Norrköping-Linköping stadsteater |
| 1963 | Du Croisy                                | De löjliga mamsellerna Molière                                           | Lars Gerhard Norberg | Norrköping-Linköping stadsteater |
| 1963 | Mr Bland                                 | I hemligaste laget Arthur Watkyn                                         | Sture Ericson        | Norrköping-Linköping stadsteater |
| 1963 | Jur. dekanus                             | Ett drömspel August Strindberg                                           | Olof Molander        | Norrköping-Linköping stadsteater |
| 1964 |                                          | Antigone Sofokles                                                        | Olof Molander        | Norrköping-Linköping stadsteater |
| 1964 | Oskar Rose                               | Fysikerna Friedrich Dürrenmatt                                           | Lars Barringer       | Norrköping-Linköping stadsteater |
| 1964 | Doktor Rank                              | Ett dockhem Henrik Ibsen                                                 | Lars Barringer       | Norrköping-Linköping stadsteater |
| 1964 | Max                                      | De kärlekslösa William Inge                                              | John Zacharias       | Norrköping-Linköping stadsteater |
| 1964 | Vassilij Vasiljevitj Solenyj             | Tre systrar Anton Tjechov                                                | Lars Barringer       | Norrköping-Linköping stadsteater |
| 1965 | "Långa Holmen"                           | Tre vita skjortor Walentin Chorell                                       | Bertil Norström      | Norrköping-Linköping stadsteater |
| 1965 | Bretschneider, polisspion Generalmajoren | Soldaten Svejk Karl Larsen                                               | Lars Gerhard Norberg | Norrköping-Linköping stadsteater |
| 1965 | Boris T. Pash                            | Fallet Oppenheimer Heinar Kipphardt                                      | John Zacharias       | Norrköping-Linköping stadsteater |
| 1965 | Direktörens assistent                    | Herr Fancy Arthur Johansson                                              | John Zacharias       | Norrköping-Linköping stadsteater |
| 1965 | Bartolo                                  | Figaros bröllop Pierre de Beaumarchais                                   | Lars Gerhard Norberg | Norrköping-Linköping stadsteater |
| 1966 |                                          | Människan — detta underliga djur Gabriel Arout                           | Bertil Norström      | Norrköping-Linköping stadsteater |
| 1966 |                                          | Ärkeänglar spelar inte falskt Dario Fo                                   | Lars Gerhard Norberg | Norrköping-Linköping stadsteater |
| 1966 | Friedrich Georgen                        | Meteoren Friedrich Dürrenmatt                                            | John Zacharias       | Norrköping-Linköping stadsteater |
| 1966 | Köksmästaren                             | Köket Arnold Wesker                                                      | Ernst Günther        | Norrköping-Linköping stadsteater |
| 1967 | Klesjtj                                  | Natthärbärget eller På botten Maksim Gorkij                              | Lars Gerhard Norberg | Norrköping-Linköping stadsteater |
| 1967 | Carlos, sheriff                          | O du milda vilda väst eller Det blåser i sassafrasträden René de Obaldia | Sture Ericson        | Norrköping-Linköping stadsteater |
| 1968 | Förste kommissarien                      | Spelman på taket Joseph Stein, Jerry Bock och Sheldon Harnick            | John Zacharias       | Norrköping-Linköping stadsteater |
| 1970 | Prosten                                  | Wermlännigarne Fredrik August Dahlgren och Andreas Randel                | Bertil Norström      | Norrköping-Linköping stadsteater |
| 1970 | Kyrkoherden                              | Berättelser från Landshut Martin Sperr                                   | Lars Gerhard Norberg | Norrköping-Linköping stadsteater |
| 1971 | Ivan Sjpekin                             | Revisorn Nikolaj Gogol                                                   | Lars Gerhard Norberg | Norrköping-Linköping stadsteater |
| 1973 | Adolf Fredrik Munck                      | Gustav III August Strindberg                                             | Mimi Pollak          | Norrköping-Linköping stadsteater |
| 1975 |                                          | Kung David Brita Lang                                                    | Torsten Sjöholm      | Norrköping-Linköping stadsteater |
| 1979 |                                          | Det är väl mitt liv? (Whose Life Is It Anyway?) Brian Clark              | Torsten Sjöholm      | Malmö stadsteater                |

### Regi (ej komplett)
| År   | Produktion                                                                          | Upphovsmän                                                                                    | Teater                           |
| ---- | ----------------------------------------------------------------------------------- | --------------------------------------------------------------------------------------------- | -------------------------------- |
| 1966 | Erasmus Montanus                                                                    | Ludvig Holberg Översättning Per Erik Wahlund                                                  | Norrköping-Linköping stadsteater |
| 1966 | Begravningskommittén The Burial Committee                                           | Otway Crockett Översättning Lars Göran Carlson och Torsten Sjöholm                            | Norrköping-Linköping stadsteater |
| 1967 | Leonce och Lena Leonce und Lena                                                     | Georg Büchner Översättning Nils Afzelius                                                      | Norrköping-Linköping stadsteater |
| 1967 | Människan och hans hustru                                                           | Inga Lindsjö                                                                                  | Norrköping-Linköping stadsteater |
| 1968 | Lyckans dar Happy Days                                                              | Samuel Beckett Översättning Göran O. Eriksson                                                 | Norrköping-Linköping stadsteater |
| 1968 | Fruns salig mor Feu la Mère de Madame                                               | Georges Feydeau Översättning Ingegerd Aschan                                                  | Norrköping-Linköping stadsteater |
| 1968 | Biografi Biographie Ein Spiel                                                       | Max Frisch Översättning John W. Walldén                                                       | Norrköping-Linköping stadsteater |
| 1969 | Den verklige kommissarie Schäfer The Real Inspector Hound                           | Tom Stoppard Översättning Anna och Sture Pyk                                                  | Norrköping-Linköping stadsteater |
| 1969 | Tango                                                                               | Slawomir Mrozek Översättning Martin von Zweigbergk och Bertil Bodén                           | Norrköping-Linköping stadsteater |
| 1970 | Hoppa — vi har nät We bombed in New Haven                                           | Joseph Heller Översättning Sigbrit och Carl-Olof Lång                                         | Norrköping-Linköping stadsteater |
| 1970 | Bättre en tjuv i huset än en fnurra på tråden Non tutti i ladri vengono per nuocere | Dario Fo Översättning Bertil Bodén                                                            | Norrköping-Linköping stadsteater |
| 1970 | Galilei Leben des Galilei                                                           | Bertolt Brecht Översättning Erwin Leiser                                                      | Norrköping-Linköping stadsteater |
| 1970 | En midsommarnattsdröm A Midsummer Night's Dream                                     | William Shakespeare Översättning Sven Christer Swahn och Jan Lewin                            | Norrköping-Linköping stadsteater |
| 1971 | Blåmärken                                                                           | Allan Rune Pettersson                                                                         | Norrköping-Linköping stadsteater |
| 1971 | Varför                                                                              | Anders Linder och Birgitta Sundberg                                                           | Norrköping-Linköping stadsteater |
| 1971 | Spanska flugan Die spanische Fliege                                                 | Franz Arnold och Ernst Bach Översättning Algot Sandberg                                       | Norrköping-Linköping stadsteater |
| 1972 | Canterburysägner Canterbury Tales                                                   | Martin Starkie, Nevill Coghill, Richard Hill och John Hawkins Översättning Britt G. Hallqvist | Norrköping-Linköping stadsteater |
| 1972 | En folkfiende En folkefiende                                                        | Henrik Ibsen Översättning Olof Widgren                                                        | Norrköping-Linköping stadsteater |
| 1972 | Marta, Marta                                                                        | Sara Lidman                                                                                   | Norrköping-Linköping stadsteater |
| 1973 | Ett frieri Предложение, Predloženie                                                 | Anton Tjechov                                                                                 | Norrköping-Linköping stadsteater |
| 1974 | Misantropen efter Molière The Misanthrope by Moliere                                | Tony Harrison Översättning Britt G. Hallqvist                                                 | Norrköping-Linköping stadsteater |
| 1974 | Drottningens juvelsmycke                                                            | Carl Jonas Love Almqvist Dramatisering Alf Sjöberg                                            | Norrköping-Linköping stadsteater |
| 1975 | Kung David                                                                          | Brita Lang                                                                                    | Norrköping-Linköping stadsteater |
| 1975 | Brevbäraren från Arles Postbudet fra Arles                                          | Ernst Bruun Olsen Översättning Per Erik Wahlund                                               | Norrköping-Linköping stadsteater |
| 1976 | Chicago                                                                             | Fred Ebb, Bob Fosse och John Kander Översättning Stig Bergendorff                             | Norrköping-Linköping stadsteater |
| 1976 | Gin och bitter lemon Absurd Person Singular                                         | Alan Ayckbourn Översättning Torsten Ehrenmark                                                 | Norrköping-Linköping stadsteater |
| 1978 | Mahagonny Aufstieg und Fall der Stadt Mahagonny                                     | Bertolt Brecht och Kurt Weill Översättning Ulf Oldberg, Kaj Lundgren och Etienne Glaser       | Örebroensemblen                  |
| 1979 | Det är väl mitt liv? Whose Life Is It Anyway?                                       | Brian Clark Översättning Kåre Santesson                                                       | Malmö stadsteater                |
| 1980 | Som ni behagar As you Like it                                                       | William Shakespeare Översättning Carl August Hagberg och Hjalmar Gullberg                     | Malmö stadsteater                |
| 1981 | Cirkus! Cirkus! - Historien om en clown August, August, August                      | Pavel Kohout Översättning Bertil Lundén                                                       | Malmö stadsteater                |